# Sympiesis gregori
Sympiesis gregori är en stekelart som beskrevs av Boucek 1959. Sympiesis gregori ingår i släktet Sympiesis och familjen finglanssteklar. Arten är reproducerande i Sverige. Inga underarter finns listade i Catalogue of Life.